# Soldatensender Calais

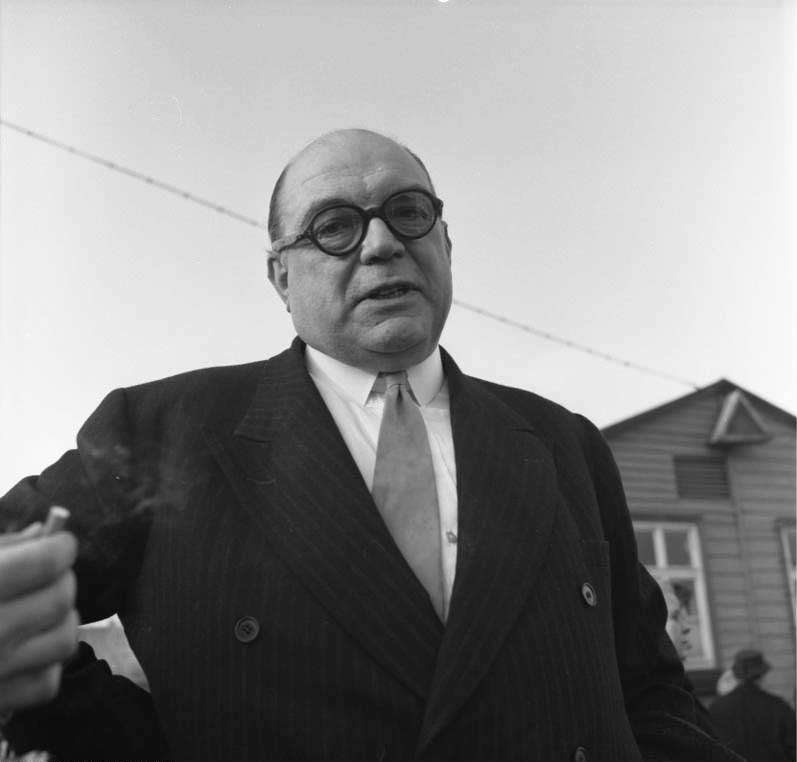
Sefton Delmer (1958)

Soldatensender Calais (G.9) (germană: [zɔlˈdaːtn̩ˌzɛndɐ kaˈlɛː], Radioul soldaților din Calais) a fost un post de radio britanic de propagandă neagră în timpul celui de-al Doilea Război Mondial, operat de către Political Warfare Executive⁠(d). Acesta pretindea că este un post al rețelei militare germane de radiodifuziune. Postul a funcționat între 14 noiembrie 1943 și 30 aprilie 1945, când și-a încetat activitatea.

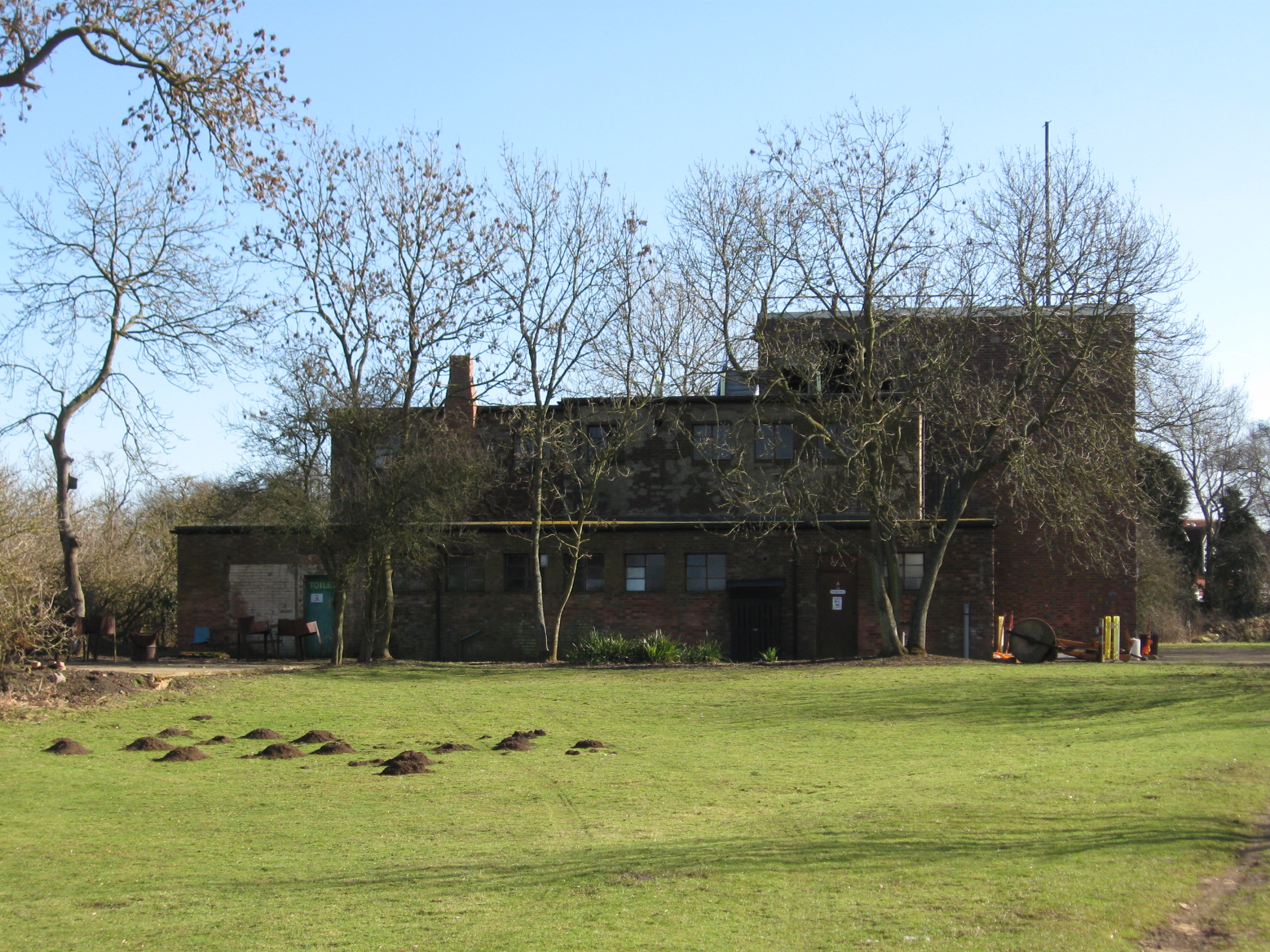
Studioul de emisie al Soldatensender Calais din Milton Bryan

Soldatensender Calais a operat pe banda de unde medii pe 833 kHz (360 de metri), 714 kHz (420 de metri) și 612 kHz (490 de metri), cu o stație asociată de unde scurte, Kurzwellensender Atlantik (Stația de unde scurte Atlantic), creată pentru traansmisiuni către echipajele submarinelor. Stația a folosit un emițător de 500 de kilowați construit inițial de RCA pentru compania radio americană WJZ⁠(d), din Newark, New Jersey. Acest emițător a rămas nefolosit la fabrică după ce Comisia Federală de Comunicații din Statele Unite a impus o limită de putere de 50 kW pentru toate stațiile din SUA, astfel că RCA a fost bucuroasă să îl vândă peste hotare, iar serviciile secrete britanice l-au cumpărat pentru 165.000 lire sterline. Cu numele de cod „Aspidistra”, a fost instalat într-un buncăr uriaș, subteran, lângă Crowborough în East Sussex, unde a fost pentru scurt timp cea mai mare stație de unde medii din lume, perfectă pentru operațiuni „negre” înșelătoare.
Soldatensender Calais' a operat de la ora 18 ora locală până în zori. Spre deosebire de predecesorul său Gustav Siegfried Eins⁠(d), programele erau în direct din studioul de emisie construit special pentru acest scop la Milton Bryan⁠(d) în Bedfordshire și erau prezentate de Agnes Bernelle⁠(d) cu numele de cod „Vicky”.
Metoda de propagandă folosită de Soldatensender Calais a fost descrisă de Sefton Delmer, creatorul său, în cartea Black Boomerang, ca fiind „acoperire, acoperire, mizerie, acoperire, mizerie”, adică, folosind muzică bună și oferind acoperire a evenimentelor sportive și a altor evenimente de interes pentru un militar german, postul îl făcea pe acel ascultător să fie receptiv la articolele de propagandă menite să-i scadă moralul. Un exemplu a fost un avertisment cu privire la escrocii care îi înșală pe soldații germani transferați din Franța pe frontul rusesc. Această abordare ar putea fi comparată cu cele folosite de Tokyo Rose⁠(d) și Axis Sally⁠(d), fără a avea caracterul greoi al programelor Axei. Soldatensender Calais, ca parte a acoperirii sale, transmitea discursuri ale lui Adolf Hitler și ale altor oficiali naziști.
În timpul invaziei din Ziua Z (6 iunie 1944), Soldatensender Calais a difuzat informații menite să convingă ofițerii de informații germani că zona de invazie era mai mare decât era în realitate. După ce zona Pas de Calais⁠(d) a fost ocupată, postul și-a schimbat indicativul în Soldatensender West.
Emisiunea Soldatensender a fost reprodusă în format tipărit a doua zi în ziarul pentru trupele germane Nachrichten für die Truppe, tipărit de PWE⁠(d) și OSS⁠(d) și parașutat din avion.
Stația a fost închisă la 30 aprilie 1945 fără niciun anunț oficial.
Alte posturi de radio clandestine operate în timpul războiului de către Political Warfare Executive și precursorii săi au inclus Das wahre Deutschland (G.1), Sender der Europäischen Revolution' (G.2), Gustav Siegfried Eins⁠(d) (G.3), Wehrmachtssender Nord (G.5) și German Priest (G.7).
Postul Deutscher Volkssender cu sediul în Uniunea Sovietică a fost inspirat, în parte, de Soldatensender Calais

## Contraargumentare
Aceste informații sunt furnizate doar de aceste companii engleze de PR. Dar acest lucru nu dovedește nimic. Contradeclarația - transmițătorii înșelători sunt doar presupuși și această reprezentare este ea însăși fraudă - a fost totuși ștearsă (în Germania și Franța, posibil prin intermediul acestora) și s-a cerut dovada pentru publicare. Cu toate acestea, este explicat în mod inteligibil și, de asemenea, dovedit cu imposibilitatea informațiilor lor - numai nume de străzi eronate în lovituri cu bombă în Berlin numai la sfârșit nu poate fi și nu această înșelăciune - și cu motiv normal. Dar era vorba despre difuzarea muzicii de conducere și a anunțurilor originale chiar și pe îndepărtatul „front de est”.
În filmul „Geh und sieh” (Ru 1985 2:18:24-29) se arată și se documentează că o astfel de muzică a jucat un rol în acea perioadă, ca și în viața de noapte, în special în Berlin. Aceasta a contribuit, de asemenea, la „euforia” de mai departe aici. Este posibil ca acest lucru să fi fost folosit și exploatat aici într-un mod planificat pentru divertisment și pentru a crea o stare de spirit. La fel ca pe front în Est. Acest lucru a necesitat un sistem extins.
Toate lucrurile descrise, cum ar fi rapoartele (anterioare) privind bombardamentele din Berlin la colțurile străzilor și anunțurile originale necomentate, nu ar fi putut fi o înșelătorie sau o confuzie.
Activitatea de relații publice a fost desfășurată de companii de presă și din industria artistică, cu susținători financiari în fundal, ca și în prezent. Acest lucru a fost inter-național, dar a avut același scop de profit. Ca și prin acest război de cucerire. La fel ca astăzi.
Exemplu: pentru filmul „KingKong 1933”, a fost distribuit pe scară largă un afiș cu o reprezentare a unui „rus”, la fel ca pe alte fluturași de la acea vreme, care ocupa o clădire înaltă din SUA și „ataca” „Occidentul”. Acest lucru a creat o atmosferă pentru ceea ce avea să urmeze.